# Kasteel Meerwijk

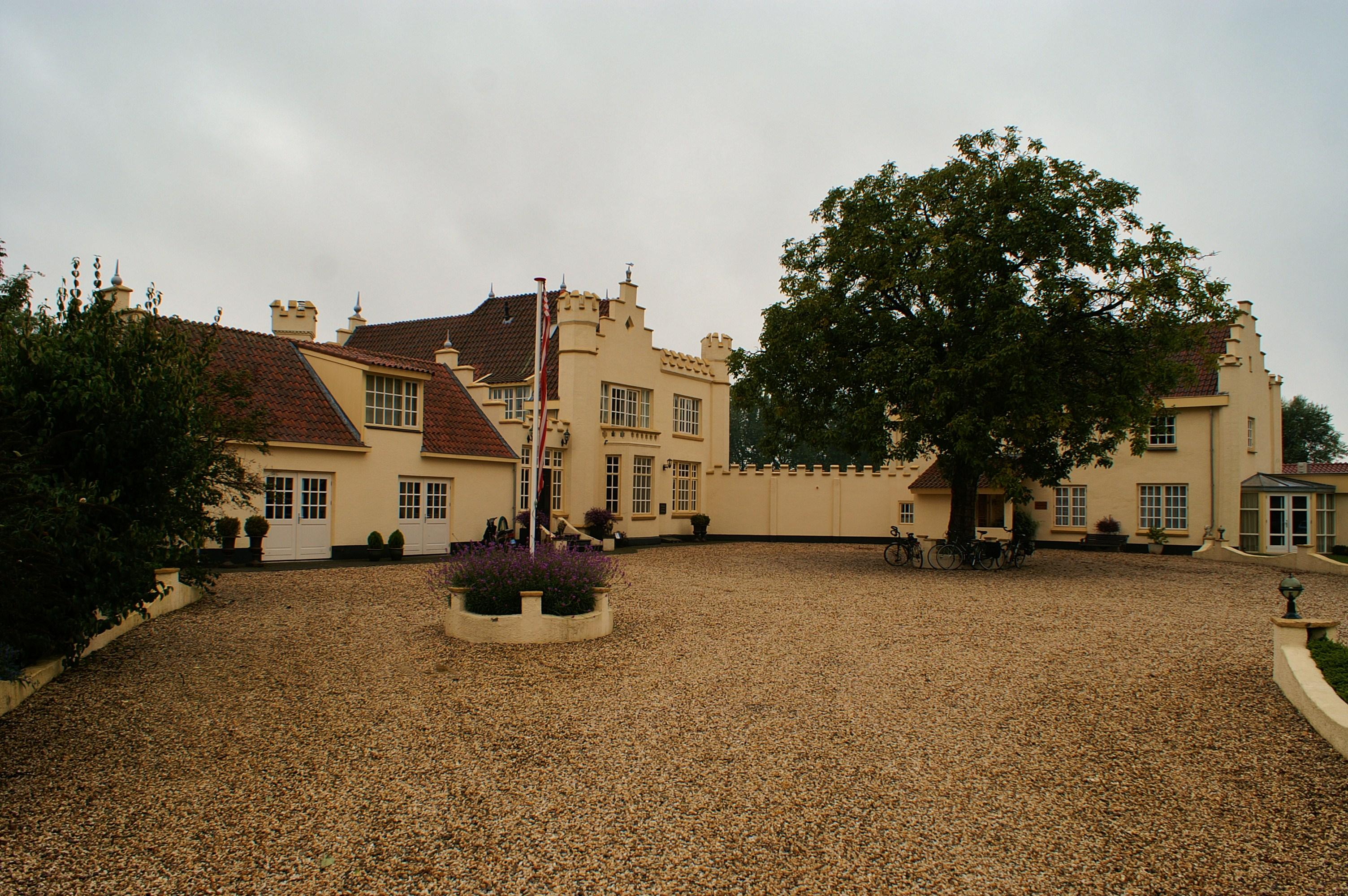
Kasteel Meerwijk

Kasteel Meerwijk is een huis in Tudorstijl aan de Gemaalweg te Meerwijk.

## Geschiedenis

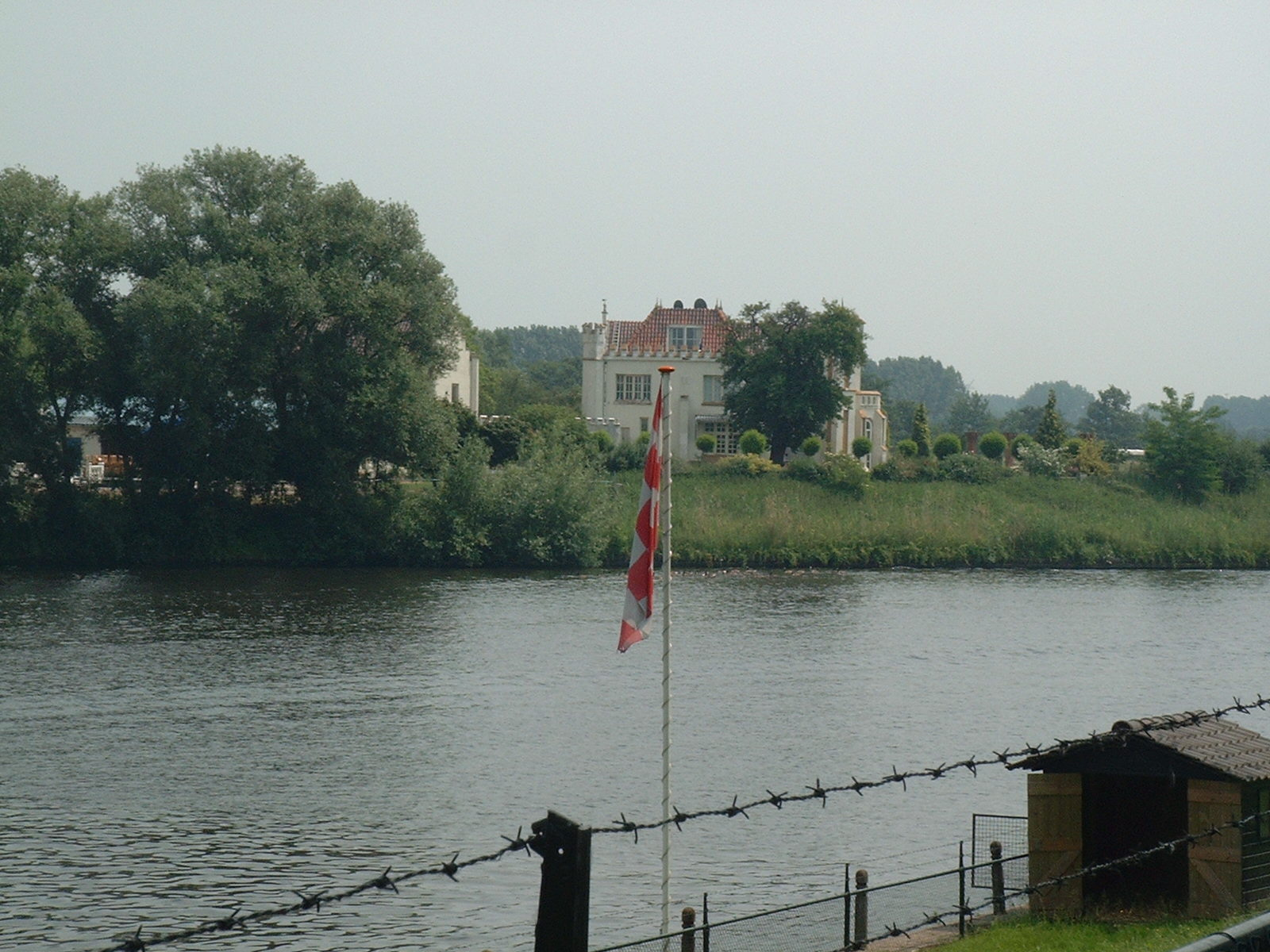
Kasteel Meerwijk achter de Noord-Brabantse vlag

Het oorspronkelijke Kasteel Meerwijk stond daar waar nu het Kasteelpark in Empel, in 's-Hertogenbosch ligt. Het kasteel stond daar vanaf het begin van de 14e eeuw. In 1311 is er al een melding gemaakt van een kasteel in Meerwijk. Vermoedelijk bestond het kasteel toen uit een donjon met een aanbouw en een voorburcht.
In de eerste helft van de zestiende eeuw lagen Empel en Engelen voortdurend onder vuur door de Gelderse troepen. Het kasteel moet in die periode veel averij hebben opgelopen. In 1583 was het kasteel bezet door de Hertog van Parma. Er zijn weinig gegevens over die periode bekend, maar de gegevens die er zijn, zeggen dat het kasteel toen al in verval moet zijn geraakt. In 1645 wordt ook nog gesproken over een kasteel in Meerwijk, maar er is niets bekend over de staat waarin het toen verkeerde.

## Heden
In 1850 was het kasteel nog verder in verval geraakt. Men besloot toen aan de oostzijde van de Dieze een nieuw kasteel te bouwen. Dit kasteel is in 1855 in Tudorstijl gebouwd. Het oude kasteel is in de twintigste eeuw geruimd en de restanten van de gracht zijn gedempt.
Het is in 2006 verkocht en is sinds 2018 beschikbaar voor trouwerijen, vergaderingen en besloten feesten.